# Đoko Rosić
Đoko Rosić, né le 28 février 1932 à Krupanj et décédé le 21 février 2014 à Sofia, est un acteur serbo-bulgare.
Rosić a émigré de sa Yougoslavie natale vers la Bulgarie en 1951. Il y a terminé ses études universitaires à l'actuelle Université de l'économie nationale et mondiale en 1957. Il a travaillé pour la radio d'État bulgare pendant 17 ans, et à partir de 1963, il a également joué dans un total d'environ 100 films de productions bulgares, ainsi que hongroises et DEFA. En 1998, il a remporté un prix hongrois du meilleur acteur.

## Filmographie partielle
- 1962 : Chronika na tschuwstwata
- 1971 : Goya, l'hérétique
- 1977 : Trini
- 1977 : El Cantor
- 1984 : Bockshorn
- 1988 : Präriejäger in Mexiko
- 1990 : Deathstalker IV: Match of the Titans)
- 1999 : Tuvalu
- 2000 : Les Harmonies Werckmeister
- 2006 : Basilisk: The Serpent King
- 2012 : Jigsaw Puzzle